# 开化县
开化县是中國浙江省衢州市下辖的一个县，位于浙江省的最西部，钱塘江源头。区域总面积为2224平方公里，森林覆盖率达79.2%，是全国和浙江省林业重点县。县人民政府驻城关镇解放街54号。

## 历史沿革
春秋时期属越国，战国时期属楚。
秦朝，属会稽郡太末县。
东汉初平三年（192），分太末置新安县（今衢江区），今开化地域为新安县的一部分。
建安二十三年（218），孙权分新安置定阳县（今常山县），开化属定阳县。
唐朝咸亨五年（674），置常山县，今开化地域属常山县。
北宋乾德四年（966年），吴越王钱弘俶分常山县开源、崇化、金水、玉田、石门、龙山、云台七乡置开化场，“开化”由开源、崇化二乡得名。太平兴国六年（981年），升开化场为开化县，属衢州。元、明、清三代相沿未变。
民国初年，属金华道。
民国十六年（1927）废除道制，直属浙江省。
民国二十四年（1935）年，设衢州行政督察专员公署，开化属之。
1949年5月4日，开化县解放，属衢州专区。
1955年，衢州专区撤消，开化县属建德专区。
1958年12月，建德专区撤消，开化改属金华专区。
1985年5月，撤消金华专区分置金华市，衢州两省辖市，开化县属衢州市至今。

## 行政区划
开化县下辖8个镇、6个乡：
村头镇、桐村镇、杨林镇、苏庄镇、齐溪镇、华埠镇、马金镇、池淮镇、林山乡、音坑乡、中村乡、长虹乡、何田乡和大溪边乡。

## 人口
根據第七次全国人口普查數據，截至2020年11月1日零時，開化縣常住人口258810人。

## 交通
- 205国道过境。

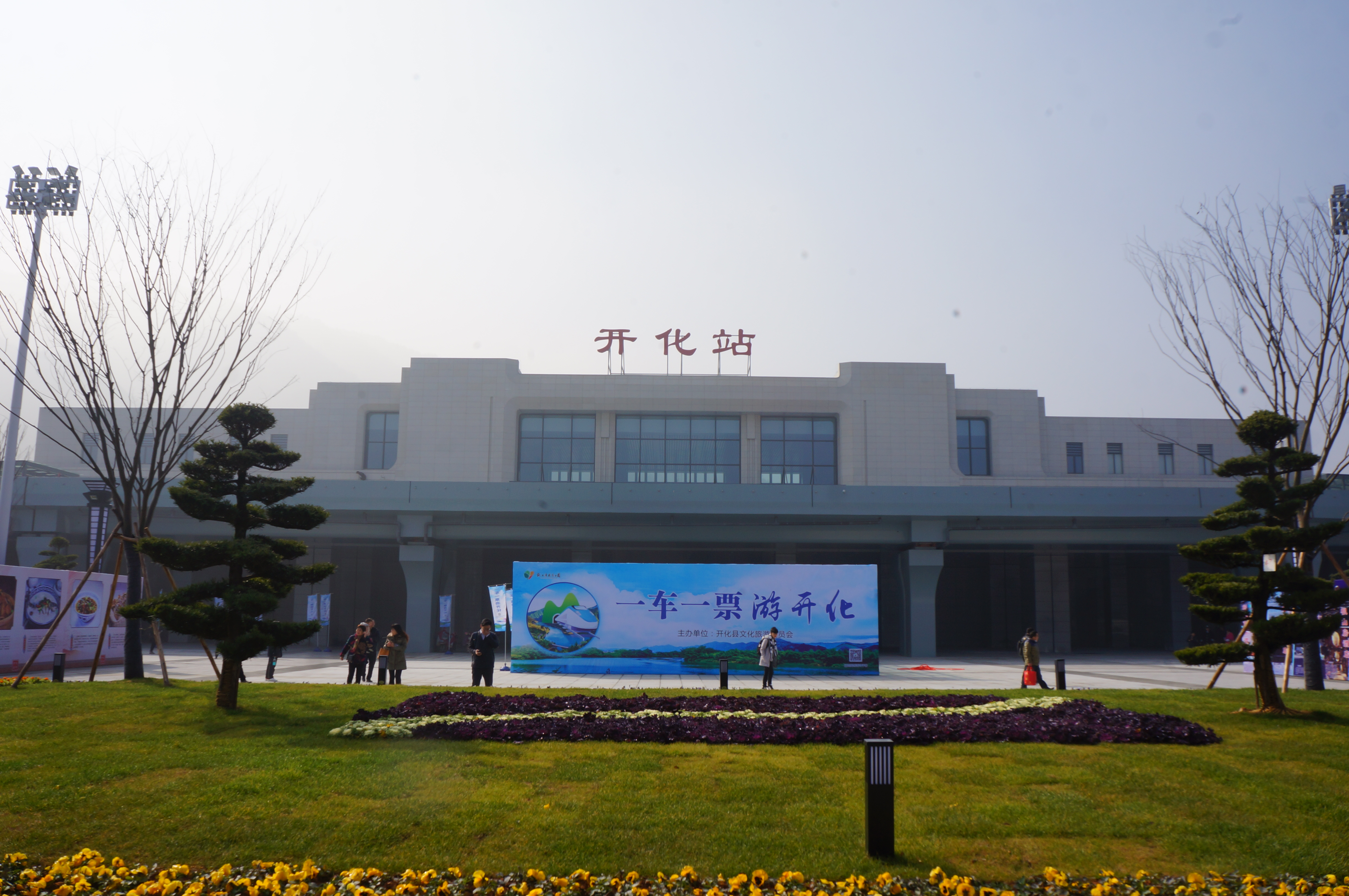
衢九鐵路开化站

- 京台高速（京台高速公路）黄衢南高速
- 杭新景高速公路
- 衢九鐵路

## 风景名胜
- 钱江源国家森林公园
- 古田山国家级自然保护区
- 圣潭沟风景区
- 南华山风景区
- 南湖岛景区
- 玉屏公园

## 特产
开化黑木耳、开化龙顶茶、开化杜仲茶、开化黄金茶：中国地理标志产品。